# 24052 Нгуєн
24052 Нгуєн (24052 Nguyen) — астероїд головного поясу, відкритий 4 жовтня 1999 року.
Тіссеранів параметр щодо Юпітера — 3,568.